# Fissidens commutatus
Fissidens commutatus är en bladmossart som beskrevs av Brotherus 1901. Fissidens commutatus ingår i släktet fickmossor, och familjen Fissidentaceae. Inga underarter finns listade i Catalogue of Life.